# Pseudaletia nigrasuffusa
Pseudaletia nigrasuffusa är en fjärilsart som beskrevs av Richardson 1958. Pseudaletia nigrasuffusa ingår i släktet Pseudaletia och familjen nattflyn. Inga underarter finns listade i Catalogue of Life.